# 珀尼克海崖
81°29′S 159°30′E / 81.483°S 159.500°E
珀尼克海崖（英語：Pernic Bluff），是南極洲的海崖，位於奧次地，屬於邱吉爾山脈的一部分，海拔高度1,060米，處於弗林冰川注入斯塔肖特冰川處，現時由南極條約體系管理。